# Museo de Arte de Teshima
El Museo de Arte de Teshima (豊島美術館 Teshima Bijitsukan?) alberga una única obra de arte y se encuentra en la isla de Teshima, prefectura de Kagawa, Japón, en el mar interior de Seto. Es operado por la Fundación Benesse. El arquitecto es Ryue Nishizawa (cofundador de SANAA). El edificio del museo está hecho de una cáscara de hormigón independiente de 25 centímetros de espesor, 40 por 60 metros y 4 metros en su punto más alto.
La obra de arte se titula Matrix y fue creada por el escultor Rei Naito.